# Sachnin
Sachnin (hebräisch סַחְ׳נִין, arabisch سخنين, DMG Saḫnīn) ist eine kleine Stadt, die im Nordbezirk von Israel in den Bergen Galiläas liegt. Sie wurde im Jahre 1995 zur Stadt erklärt. Der derzeitige Bevölkerungsstand beträgt 31.057 (Stand 2018), ein Großteil hiervon sind arabische Israelis. Etwa 95 % der Einwohner Sachnins sind muslimische Araber und 5 % christliche Araber, es gibt keine jüdischen Bewohner in der Stadt.

## Geschichte

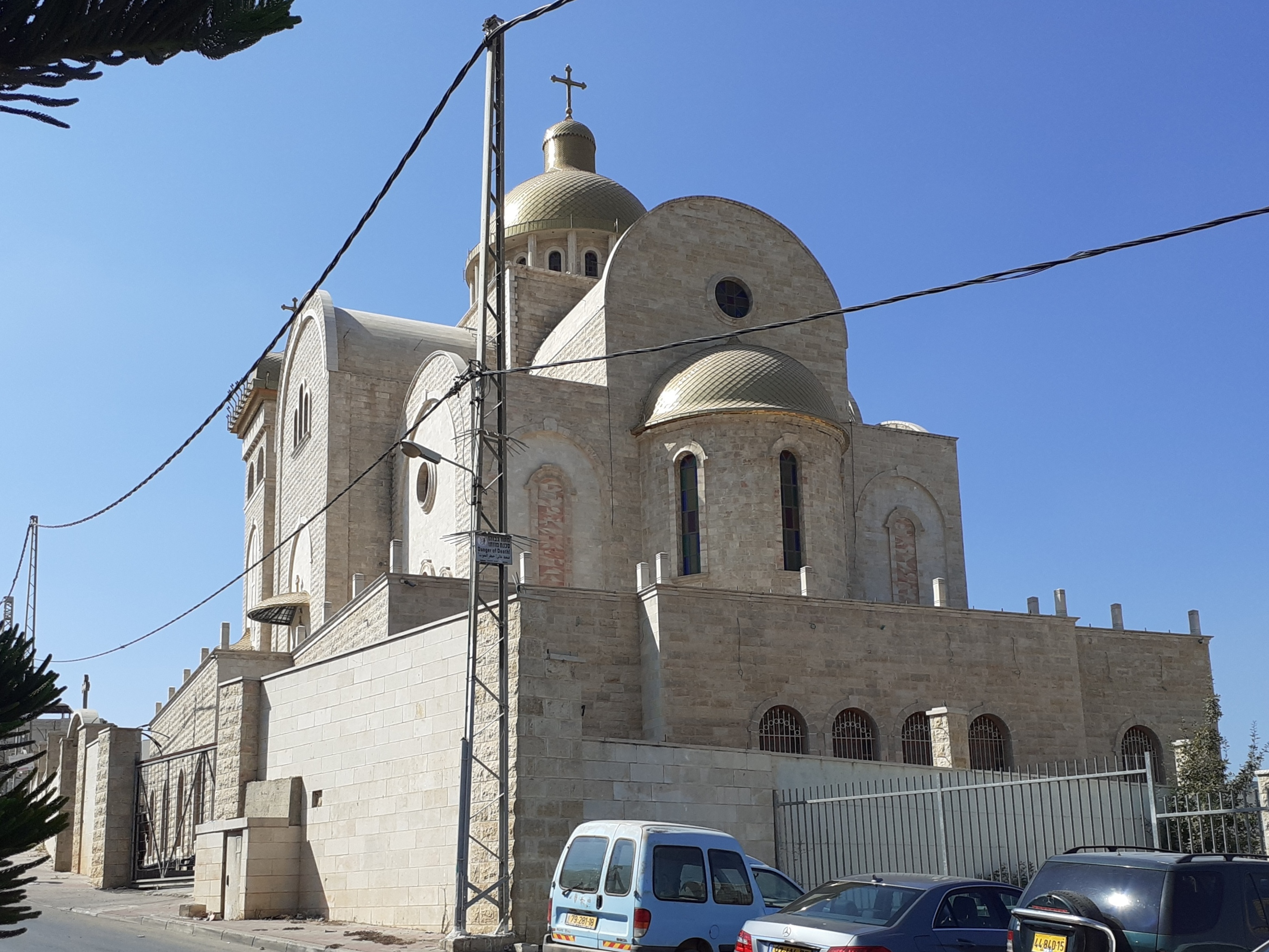
Kirche Geburt der Theotokos, 2019

Während des Israelischen Unabhängigkeitskrieges 1948 kapitulierte Sachnin vor den israelischen Truppen in der  Operation Deqel. Nachdem Soldaten der Arabischen Befreiungsarmee es zurückerobert hatten, fiel es nur kurz danach im Oktober 1948 kampflos wieder in israelische Hände. Am 30. März 1976 (Yaum al-Arḍ Übersetzung: „Tag des Bodens“) wurden in Sachnin drei israelische Araber von der Polizei erschossen, als sie gegen die Beschlagnahmung von 2000 Hektar Land demonstrierten.
Im Jahr 2003 hat es die Fußball-Mannschaft FC Bnei Sachnin (arabisch اتحاد أبناء سخنين) als zweites arabisches Team geschafft, in die erste israelische Fußballliga aufzusteigen. 2004 gewann FC Bnei Sachnin den israelischen Pokal und erreichte damit die Qualifikationsrunde des UEFA-Pokals. In der Qualifikationsrunde siegten sie gegen FK Partizani Tirana aus Albanien und erreichten damit den UEFA-Pokal. In der ersten Runde des UEFA-Pokals schied der FC jedoch gegen den englischen Verein Newcastle United aus. Der damalige Star des Vereins, Abbas Suan, spielt in der israelischen Nationalmannschaft und schoss am 30. März 2005 im WM-Qualifikationsspiel gegen Irland das 1:1-Ausgleichstor. 2006 stieg der FC Bnei Sachnin in die zweite israelische Liga ab und ein Jahr später wieder auf. Am Ende der Aufstiegssaison reichte ein vierter Platz zur Teilnahme am UEFA Intertoto Cup, in der die Mannschaft in der dritten Runde mit zwei knappen Niederlagen am spanischen Vertreter Deportivo La Coruña scheiterte. Der FC Bnei Sachnin war 2003 der einzige israelische Erstligaklub ohne Stadion, doch dann wurde mit Spendengeldern aus Katar ein Stadion in Sachnin gebaut (Doha Stadium), das 2005 eingeweiht wurde.
Im Januar 2015 wurde das „Arab Museum of Contemporary Art and Heritage“ (AMOCAH) eröffnet. Gegründet wurde das Museum von den Künstlerinnen Avital Bar-Shay aus Israel und Belu-Simion Fainaru aus Rumänien. Bei der Eröffnung gehörten dem Museum mehr als 2.000 Objekte die einen Bezug zum regionalen arabischen Erbe haben und 200 andere zeitgenössische Werke. Es deckt verschiedene Genres ab, von Zeichnungen und Gemälden, hin zu Skulpturen, Photographie und Multimedia.
Am 8./21.Greg./Jul. September 2022 kam Patriarch Theophilos III. von Jerusalem nach Sachnin, um die neue, seit 2003 erbaute melkitisch griechisch-orthodoxe Kirche auf das Patrozinium Mariae Geburt der Theotokos zu weihen. Im Oktober 2023, nach Ausbruch einer neuerlichen Eskalation des israelisch-palästinensischen Konflikts in Israel und in Gaza, wurde Bürgern der Stadt das Demonstrationsrecht verweigert, was das Oberste Gericht bestätigte.

## Söhne und Töchter der Stadt
- Hamad Khalaily (* 1928), Politiker
- Masud Ghnaim (* 1965), Historiker und Politiker (Vereinigte Arabische Liste)
- Khaled Khalaila (* 1982), Fußballspieler
- Alaa Abu Saleh (* 1985), Fußballspieler
- Ali Ottman (* 1987), Fußballspieler
- Viki Zanzuri (* 1990), Fußballspieler
- Hassan Hilu (* 1999), Fußballspieler